# Michał Wolson
Michał Wolson (zm. ok. 1641) – burmistrz Wałcza.
Był kupcem pochodzącym ze Szkocji. Jego żoną była Katarzyna Guldon z którą pozostał w związku małżeńskim aż do śmierci. Z małżeństwa miał córkę Katarzynę Więckowską żonę szlachcica Jana Więckowskiego